# San Pedro, Santiago del Estero
San Pedro är en kommunhuvudort i Argentina.   Den ligger i provinsen Santiago del Estero, i den norra delen av landet, 1 000 km nordväst om huvudstaden Buenos Aires. San Pedro ligger 382 meter över havet och antalet invånare är 1 715.
Terrängen runt San Pedro är platt. Runt San Pedro är det mycket glesbefolkat, med 5 invånare per kvadratkilometer.. Det finns inga andra samhällen i närheten.
Trakten runt San Pedro består i huvudsak av gräsmarker.